# 須賀倉山
須賀倉山（すがくらやま）とは、岩手県紫波町と雫石町の境に位置する標高940.9mの山である。紫波町の標高最高地点。

## 特徴
雫石町の南、紫波町の最奥地。紫波町からは山王海ダムより西にあり、滝名川の水源である。雫石町側から見た山体は、なだらかな稜線を描いた形だが、東の紫波町側からは、東根山が大きく遮るため遠方からでなければ見られない。